# Regimento de Sapadores Bombeiros de Lisboa
O Regimento de Sapadores Bombeiros de Lisboa (RSB) MHM é o corpo municipal de bombeiros profissionais de Lisboa. Constitui um serviço da Câmara Municipal de Lisboa responsável pela segurança de pessoas e bens na cidade através de ações de socorro e prevenção e apoio às ações de proteção civil. Destaca-se nesta instituição o rigor e a disponibilidade física devido à exigência e complexidade da profissão contando no seu efetivo com homens e mulheres com preparação física acima da média que se destacam a nível europeu e mundial onde já se sagraram campeões do mundo de desencarceramento e de atletismo, entre outras áreas de proteção e socorro de desempenho e destreza física elevada.

## Historial
O Regimento de Sapadores Bombeiros de Lisboa tem origem remota no mais antigo corpo de bombeiros de Portugal organizado a 25 de agosto de 1395, por decreto do Rei D. João I a pedido da Câmara Municipal de Lisboa.
Em 1646, são contratados pela câmara trinta oficiais mecânicos assalariados para o serviço de incêndios, sendo também adquiridas as respetivas ferramentas. Em 1681, são adquiridas as primeiras duas bombas de incêndio.
Em 1766, é criado o lugar de capitão das bombas, sendo nomeado para o exercer o mestre calafate Domingos da Costa.
O então capitão das bombas Mateus António da Costa é nomeado para o então criado cargo de inspetor-geral dos incêndios em 1794. O inspetor-geral tinha também jurisdição sobre a inspeção dos chafarizes, passando todas os assuntos relacionados com o serviço de incêndios a ser tutelados por um único vereador da Câmara de Lisboa.
Em 1834, o serviço de incêndios passa a organizar-se como Companhia de Bombeiros de Lisboa, a qual fica popularmente conhecida como "Companhia do Caldo e Nabo";
Ao longo dos séculos os bombeiros municipais de Lisboa foram sofrendo várias reformas e reorganizações até 1852. Nesse ano foi promulgado um regulamento mais abrangente e minucioso sobre a prevenção e o combate a incêndios na cidade de Lisboa. No âmbito desse regulamento o serviço de incêndios municipal passa a designar-se oficialmente Corpo de Bombeiros Municipais.
Em 1901 dá-se a militarização do Corpo de Bombeiros, que passa da tutela do município para a do Estado.
Já novamente sob tutela do município, mm 1925 o corpo passa a denominar-se Corpo Municipal de Salvação Pública.
Em 1930 passa a denominar-se Batalhão de Sapadores Bombeiros e em 1988 sobe de escalão para Regimento de Sapadores Bombeiros.
A 25 de Janeiro de 1988 foi feito membro-honorário da Ordem do Mérito.

## Organização
Com mais de 700 efetivos, o Regimento de Sapadores Bombeiros de Lisboa é o único corpo de bombeiros sapadores de Portugal de escalão regimento. 
O comando do RSB é normalmente exercido por um oficial superior da arma de engenharia do Exército Português. O comandante é equiparado a diretor municipal, dependendo do vereador responsável pelo pelouro da segurança e socorro da Câmara Municipal de Lisboa.
Internamente, o RSB organiza-se do seguinte modo:
- Comando, instalado no Quartel do Comando (Avenida Dom Carlos I);
- Sala de Operações Conjunta, instalada na Estrada das Oliveiras de Baixo (Monsanto);
- Escola do RSB, instalada na Rua Dr. José Espírito Santo (Marvila).
- Companhia de Intervenção Especial, instalada no Quartel da Encarnação;
- 1ª Companhia, instalada no Quartel do Comando e Quartel do Martim Moniz;
- 2ª Companhia, instalada no Quartel de Santo Amaro;
- 3ª Companhia, instalada no Quartel de Alvalade e Quartel da Alta de Lisboa;
- 4ª Companhia, instalada no Quartel Defensores de Chaves e Quartel da Graça;
- 5ª Companhia, instalada no Quartel de Monsanto e Quartel de Benfica;
- 6ª Companhia, instalada no Quartel de Marvila; ⁣

Até dezembro de 2014, o RSB mantinha um destacamento aeroportuário, encarregue do serviço de combate a incêndios do Aeroporto de Lisboa, sob contrato com a ANA Aeroportos de Portugal.